# Бриджтаун (Огайо)
Бриджтаун (англ. Bridgetown) — переписна місцевість (CDP) в США, в окрузі Гамільтон штату Огайо. Населення — 14 731 особа (2020).

## Географія
Бриджтаун розташований за координатами 39°9′18″ пн. ш. 84°38′9″ зх. д. / 39.15500° пн. ш. 84.63583° зх. д. (39.155123, -84.635907).  За даними Бюро перепису населення США в 2010 році переписна місцевість мала площу 11,20 км², уся площа — суходіл.

## Демографія
Згідно з переписом 2010 року, у переписній місцевості мешкало 14 407 осіб у 5818 домогосподарствах у складі 3874 родин. Густота населення становила 1287 осіб/км².  Було 6141 помешкання (549/км²).
Расовий склад населення:
| - 96,9 % — білих - 0,9 % — чорних або афроамериканців - 0,8 % — азіатів - 0,1 % — вихідців з тихоокеанських островів - 0,1 % — корінних американців |

До двох чи більше рас належало 1,1 %. Частка іспаномовних становила 0,8 % від усіх жителів.
За віковим діапазоном населення розподілялося таким чином: 23,7 % — особи молодші 18 років, 57,5 % — особи у віці 18—64 років, 18,8 % — особи у віці 65 років та старші. Медіана віку мешканця становила 40,2 року. На 100 осіб жіночої статі у переписній місцевості припадало 90,0 чоловіків;  на 100 жінок у віці від 18 років та старших — 85,8 чоловіків також старших 18 років.
Середній дохід на одне домашнє господарство  становив 69 691 долар США (медіана — 59 780), а середній дохід на одну сім'ю — 85 592 долари (медіана — 75 085). Медіана доходів становила 48 109 доларів для чоловіків та 40 011 долар для жінок. За межею бідності перебувало 8,4 % осіб, у тому числі 13,7 % дітей у віці до 18 років та 6,8 % осіб у віці 65 років та старших.
Цивільне працевлаштоване населення становило 6671 осіб. Основні галузі зайнятості: освіта, охорона здоров'я та соціальна допомога — 24,3 %, роздрібна торгівля — 13,0 %, виробництво — 11,8 %, науковці, спеціалісти, менеджери — 11,2 %.